# سارا فيرارا
سارا فيرارا (بالفنلندية: Sara Ferrara)‏ هي دراجة فنلندية، ولدت في 24 يوليو 1995 في مونتيري في المكسيك.